# Sense (Saariaho)
Pour les articles homonymes, voir Sense.
Sense est une œuvre de musique de chambre pour violon de la compositrice Kaija Saariaho écrite en 2016.

## Contexte et création
Kaija Saariaho écrit Sense en 2016. L'œuvre est jouée la même année, le 24 mai 2016 au National Sawdust de Brooklyn par Jennifer Koh.